# Orphnephilina hyrcanica
Orphnephilina hyrcanica är en tvåvingeart som först beskrevs av Schmid 1958.  Orphnephilina hyrcanica ingår i släktet Orphnephilina och familjen mätarmyggor.
Artens utbredningsområde är Iran. Inga underarter finns listade i Catalogue of Life.